# Cidade Velha
Cidade Velha, hetgeen in het Portugees "Oude stad" betekent, is een stad in Kaapverdië, 15 kilometer gelegen van de hoofdstad Praia op het eiland Santiago. Cidade Velha is de oudste nederzetting op Kaapverdië en heette tot de 18e eeuw Ribeira Grande. Het is nog steeds de hoofdplaats van de gemeente Ribeira Grande de Santiago.

## Geschiedenis
De stad werd gesticht rond 1462 door de Portugezen. In 1513 woonden er slechts 58 burgers, aangevuld met ongeveer evenveel vreemdelingen (Genuezen, Catalanen, Vlamingen en een Rus). De grote meerderheid van de bewoners waren zwarte slaven. Er waren ook enkele vrije zwarten, die op lange termijn samen met de Europeanen een creoolse samenleving zouden vormen. Tegen 1600 bereikte de bevolking van Ribeira Grande een hoogtepunt op circa tweeduizend.
De Engelse piraat Francis Drake plunderde Ribeira Grande in 1585, waarna het Forte Real de São Filipe werd gebouwd. Het verhinderde niet dat de stad in 1712 nogmaals te lijden had onder een strooptocht door Jacques Cassard. Ribeira Grande was in verval en werd in 1770 verlaten voor de nieuwe hoofdstad Praia.
Vanaf de jaren '60 werd veel van de stad gerestaureerd. Archeologen van de University of Cambridge kwamen in de 21e eeuw opgravingen verrichten. In 2009 is Cidade Velha toegevoegd aan de werelderfgoedlijst van UNESCO.

## Bezienswaardigheden
- Forte Real de São Filipe
- Nossa Senhora de Rosário, een kerk gebouwd in de jaren 1490

## Voetnoten
1. ↑  David Abulafia, The Boundless Sea. A Human History of the Oceans, 2019, p. 490-492

- Library of Congress Control Number: n91010373
- Nationale Bibliotheek van Israël: 987007567498805171
- Virtual International Authority File: 124469319